# Смертельная битва: Федерация боевых искусств
Смертельная битва: Федерация боевых искусств (Mortal Kombat: Federation of Martial Arts) — американский анимационно-игровой фильм студии Threshold Entertainment. Фильм вышел в 2000 году без проката сразу на видео и получил крайне малую известность. Фильм стилизован под серию игр Mortal Kombat на Sega.
В этом фильме часть актеров фильмов «Смертельная битва», «Смертельная битва 2: Истребление» и сериала «Смертельная битва: Завоевание» вернулись к своим ролям. Часть персонажей представлены кадрами хроники.
Режиссёр и постановщик трюков фильма — Джон Мидлен, также он исполнил роли Эрмака (как и фильме «Истребление», 1997) и Джонни Кейджа.
Продолжительность фильма составляет 43 минуты, ещё 17 минут идут титры о дальнейшем развитии сюжета, таким образом общая продолжительность составляет ровно 1 час.
Фильм выложен для бесплатного просмотра на официальном канале Mortal Kombat в Youtube — OfficialMKOnline (разделён на бои).

## Сюжет и бои
Большая часть фильма состоит из боёв:
- Соня Блейд — Эрмак (1й бой)
- Рейн — Джакс
- Шан Цзун — Sienn
- Hikata — Лю Кан (1й бой)
- Китана — Джонни Кейдж
- Скорпион — Ночной Волк
- Соня Блейд — Саб-Зиро
- Лю Кан — Саб-Зиро
- Шан Цзун — Джакс (ничья)
- Китана — Скорпион
- Ночной Волк — Шан Цзун (1й бой)
- Sienn — Саб-Зиро
- Соня Блейд — Рейн
- Лю Кан — Скорпион
- Куан Чи — Рейн

Победитель боя выделен подчеркнутым шрифтом. В бою Соня Блейд — Саб-Зиро, последний должен был одержать победу, однако Соню спас Джакс, за что в дальнейшем по сюжету предстанет перед судом. А Соня получила дисквалификацию.
После боев происходит Встреча бойцов со старшим богом (Райдэн). Затем Джакс предстаёт перед судом (Jax On Trial) — 1. обвинение (The Prosecution); 2. оправдание (The Defense); 3. вердикт (The Verdict).
Исполнение вердикта (The Execution) — Раунд (Round) 1, 2 и 3. Во 2 м раунде The Execution происходит 3 боя:
Лю Кан — Hikata (2й бой), Ночной Волк — Шан Цзун (2й бой), Соня Блейд — Эрмак (2й бой)
Во 3 м раунде The Execution Джакс встречается сам с собой. Его двойником оказывается Скорпион, Джакс побеждает и Скорпион отправляется на казнь вместо него.
Далее по сюжету: Объявление (The Announcement) и замена (The Replacement) — Раунд (Round) 1, 2 и 3.
Всего в 15 боях (+4 коротких) участвует 14 персонажей — Соня Блейд, Эрмак, Рейн, Джакс, Шан Цзун, Sienn, Hikata, Лю Кан, Китана, Джонни Кейдж, Скорпион, Ночной Волк, Саб-Зиро и Куан Чи.
Саб-Зиро — единственный персонаж, который выиграл все 3 своих боя.

## В ролях
В этом фильме часть актёров предыдущих фильмов и сериала вернулись к своим ролям. Предыдущие появления указаны после знака / :
- Крис Касамасса — Скорпион / «Смертельная битва» и сериал «Смертельная битва: Завоевание»
- Джон Мидлен — Эрмак и Джонни Кейдж, также режиссёр и постановщик трюков фильма / играл Эрмака в «Истреблении»
- Джей Джей Перри — Саб-Зиро / «Смертельная битва: Завоевание»
- Линн Ред Уильямс — Джакс / «Истребление»
- Дэна Хи — Сианн (только сериальный персонаж)/ «Смертельная битва: Завоевание»
- Тайрон Кортез Уиггинс — Рейн / «Истреблении» (в титрах указан не был, но по всей видимости это именно он)
- Энтони Маркес — Фудзин, хроника / актер исполнял и озвучивал эту роль в играх.

Хроники с персонажами из сериала «Смертельная битва: Завоевание»:
- Джеффри Мик — Райдэн и Шао Кан. Сцены хроники с Рэйденом записаны с новым озвучиванием.
- Адони Маропис — Куан Чи
- Анжелика Бриджис — Омеджис (только сериальный персонаж).

Исполнители 7 ролей — Соня Блейд, Шан Цзун, Hikata, Лю Кан, Китана и Ночной Волк неизвестны.

## Создание
Съёмки проходили в мае 2000 года. Продюсер Джош Векслер утверждал, что «Федерация боевых искусств» изначально снималась для телевидения, в качестве дополнения к так и не снятой «Смертельной Битве 3».